# Fondo europeo agricolo per lo sviluppo rurale
Il Fondo europeo agricolo per lo sviluppo rurale (abbreviato FEASR) è un fondo strutturale dell'Unione europea, dedicato all'incentivazione delle attività agricole ed aree rurali, attraverso linee di agevolazione specifica per varie categorie di investimenti.
Il fondo ha una durata limitata nel tempo, e viene gestito secondo una programmazione settennale.

## Storia
Nasce il 20 settembre 2005 a seguito dell'emanazione del Regolamento UE 1290/2005 destinato a finanziare i programmi di sviluppo rurale, in regime di cofinanziamento con gli Stati membri. Operativo dal 2007, sostituisce il precedente Fondo europeo agricolo di orientamento e di garanzia.

## Obiettivi e funzionamento
Questo fondo, specifico per il periodo di programmazione 2007-2013, pone un accento particolare sul cosiddetto secondo pilastro della politica agricola comune, nella fattispecie lo sviluppo rurale. Si specifica che, invece, il primo pilastro si concentra sul sostegno dei prezzi dei prodotti agricoli e sull’integrazione diretta dei redditi degli agricoltori, gestito tramite un fondo non strutturale, il FEAGA.
Tutta la politica di sostegno e finanziamento relativa sarà inserita in unico quadro finanziario e di programmazione al fine di garantirle un maggior grado di coerenza, trasparenza e visibilità. Il fondo assicurerà inoltre il finanziamento dell'iniziativa comunitaria LEADER.
Attualmente vige la Programmazione 2014/2020 istituita con il Reg. UE 1305/2013.
La stesura dei regolamenti che danno vita alla programmazione è affidata alla Comunità Europea, la quale, a seguito di analisi dei rapporti della gestione delle programmazioni precedenti degli stati membri, e dopo un'analisi quinquennale socio-economica delle aree di interesse, redige il testo base ed i regolamenti attuativi. Lo Stato membro propone alla Comunità Europea un Piano Strategico Nazionale per lo Sviluppo Rurale, mentre la singola Regione il suo Programma di Sviluppo Rurale, che se approvati, verranno attivati nell'area di competenza. Il Paese o la Regione assumono la qualifica di Autorità di gestione di un programma di sviluppo rurale, ente pagatore e controllore della bontà dei finanziamenti erogati. 
Il PSR nasce da un'analisi dei fabbisogni (F), degli elementi di criticità, delle Focus Area da sviluppare (FA), e degli obiettivi in termini ambientali, economici e sociali di ogni regione europea, e si sviluppa attraverso l'attivazione di Misure specifiche per ogni settore agricolo, forestale, agroindustriale, della gestione del territorio e dell'inclusione sociale.
Obiettivo politico del Programma è quindi quello di attivare investimenti, migliorare le capacità economiche e reddituali delle aziende agricole, incrementare lo sviluppo dell'innovazione nel tessuto aziendale, di migliorare l'inclusione sociale delle aree meno sviluppate, o aree rurali. Sulla base della coerenza con le direttive del PSR, il singolo agricoltore può richiedere alla propria Autorità nazionale/regionale l'accesso ai finanziamenti FEASR, generalmente partecipando ai bandi da essa indetti.
Secondo le prescrizioni formali del regolamento di esecuzione della commissione europea n.808 del 2013 il "Programma di sviluppo rurale" (PSR) procede da una raccolta di dati statistici in ambiti prestabiliti e stabilisce le strategie, le priorità e gli obiettivi specifici da perseguire, formulando linee guida su soggetti beneficiari e importi disponibili per il sostegno finanziario in ordine a "misure" che sono già stabilite a priori in un allegato al  detto regolamento di esecuzione UE n.808 del 2013. (ma in pratica gli atti che hanno effetti diretti sugli  interessi dei soggetti beneficiari, e che esprimono la maggior discrezionalità amministrativa nella politica agricola, sono i bandi che fanno applicazione dei programmi di sviluppo rurale).
Questa impostazione determinista e formalista del "Programma di sviluppo rurale"  colloca tale strumento nel solco del cosiddetto "modello razional-sinottico" delle politiche pubbliche, che ha la sua principale espressione nel cosiddetto "metodo della programmazione" (oltre che ad esempio anche nell' "analisi costi-benefici"). Il metodo della programmazione in ambito socio-economico, in quanto fondato sul postulato che si possano anteporre gli obiettivi agli atti che applicano gli obiettivi, è però giudicato uno strumento infondato e un residuo della fallimentare concezione economica socialista, da Bruno Dente , che così afferma nel solco della moderna epistemologia (così a pagg.30-31 di Bruno Dente, In un diverso stato, 1995, ed. Il Mulino) .

## Programma di sviluppo rurale 2014/2020
L'Unione europea ha individuato le seguenti priorità, che ha posto alla base della nuova programmazione 2014/2020: 
- promuovere il trasferimento di conoscenze e l'innovazione nel settore agricolo e forestale e nelle zone rurali;
- potenziare la redditività e la competitività di tutti i tipi di agricoltura e promuovere tecnologie innovative per le aziende agricole e una gestione sostenibile delle foreste;
- favorire l'organizzazione della filiera alimentare, il benessere degli animali e la gestione dei rischi nel settore agricolo;
- preservare, ripristinare e valorizzare gli ecosistemi relativi all'agricoltura e alle foreste;
- incoraggiare l'uso efficiente delle risorse e il passaggio a un'economia a basse emissioni di CO₂ e resiliente al clima nel settore agroalimentare e forestale;
- promuovere l'inclusione sociale, la riduzione della povertà e lo sviluppo economico nelle zone rurali.

La dotazione per il settennato prevede 99,6 miliardi di euro, che si affiancheranno a 50,9 miliardi erogati dagli Stati membri come cofinanziamento, a cui si aggiungeranno ulteriori 10,7 miliardi stanziati dagli Stati membri a titolo volontario, oltre ai 50,9 miliardi precedenti.
Almeno il 30% dei finanziamenti del FEASR deve essere destinato agli investimenti nei settori dell'ambiente e del clima, allo sviluppo delle aree forestali e al miglioramento della redditività delle foreste, alle misure agroambientali e climatiche, all'agricoltura biologica e ai pagamenti di Natura 2000. Inoltre, almeno il 5% della partecipazione del FEASR deve essere dedicato all'approccio LEADER.

## Stati Membri e Singoli Programmi
Per la programmazione 2014/2020 sono stati attivati diversi programmi nazionali, i quali possono essere declinati in programmi regionali, 
nello schema seguente si riportano i dati dei singoli Paesi aderenti al Programma di sviluppo rurale
|                          | Regolamenti attivati | Importo affidato (MLN €) |
| Belgio                   | 2                    | 648                      |
| Bulgaria                 | 1                    | 2.367                    |
| Repubblica Ceca          | 1                    | 2.306                    |
| Danimarca                | 1                    | 919                      |
| Germania                 | 15                   | 9.446                    |
| Estonia                  | 1                    | 823                      |
| Irlanda                  | 1                    | 2.191                    |
| Grecia                   | 1                    | 4.718                    |
| Spagna                   | 17                   | 8.297                    |
| Francia                  | 27                   | 11.385                   |
| Croazia                  | 1                    | 2.026                    |
| Italia                   | 21                   | 10.444                   |
| Cipro                    | 1                    | 132                      |
| Lettonia                 | 1                    | 1.076                    |
| Lituania                 | 1                    | 1.613                    |
| Lussemburgo              | 12                   | 101                      |
| Ungheria                 | 1                    | 3.431                    |
| Malta                    | 1                    | 97                       |
| Paesi Bassi              | 1                    | 765                      |
| Austria                  | 12                   | 3.938                    |
| Polonia                  | 1                    | 8.698                    |
| Portogallo               | 3                    | 4.058                    |
| Romania                  | 1                    | 8.128                    |
| Slovenia                 | 1                    | 838                      |
| Repubblica Slovacca      | 1                    | 1.560                    |
| Finlandia                | 2                    | 2.380                    |
| Svezia                   | 1                    | 1.764                    |
| Regno Unito              | 4                    | 5.200                    |
| TOTALE COMUNITA' EUROPEA | 118                  | 99.586                   |
| ------------------------ | -------------------- | ------------------------ |

## Fonti
- enrd.ec.europa.eu